# (6813) 1978 VV9
(6813) 1978 VV9 (1978 VV9, 1991 BE2) — астероїд головного поясу, відкритий 7 листопада 1978 року.
Тіссеранів параметр щодо Юпітера — 3.199.